# Stop Loving You
 Stop Loving You  — це пісня каліфорнійського гурту «Toto». Ця пісня була написана у співавторстві між Стівом Лукатером та Девідом Пейчем. Вокальні партії виконав Джозеф Вільямс.
Хоча сингл і не потрапив до чартів США, у Європі ж він став популярним хітом.

## Місце у чартах
| Чарт                    | Місце |
| ----------------------- | ----- |
| MegaCharts (Нідерланди) | 2     |
| UK Singles Chart        | 96    |